# Dardo Sánchez Cal
Dardo Sánchez Cal (Treinta y Tres, 4 de abril de 1957, ídem. 25 de febrero de 2025) fue un abogado y político uruguayo, perteneciente al Partido Nacional. Fue intendente del departamento de Treinta y Tres. Asumió el cargo por primera vez el 8 de julio de 2010 y fue reelecto el 10 de mayo de 2015 con el 61 % de los votos. Renunció el 26 de julio de 2019 para candidatearse a Diputado por Treinta y Tres, sucediéndole su primer suplente y hasta ese día Secretario General de la Intendencia: Ramón Da Silva; quien será intendente hasta diciembre de 2019 y a su vez candidato a intendente de Treinta y Tres en las elecciones departamentales de 2020.

## Trayectoria
Cursó estudios en Primaria en la Escuela N.º 25 «José Pedro Varela» de Treinta y Tres y concurrió al Liceo N.º 1 «Nilo Goyoaga» de la misma ciudad. 
Durante la Dictadura cívico-militar en Uruguay (1973-1985), militó en las Coordinadoras de Derechos del partido Nacional.
Se graduó como abogado en la Facultad de Derecho de la Universidad de la República en 1986. Integró el Colegio de Abogados de Treinta y Tres y forma parte del Colegio de Abogados del Uruguay sección Treinta y Tres.
Para las elecciones generales de 1989 apoyó al Movimiento Por la Patria, representado en Treinta y Tres por el doctor Héctor Barrios Sánchez.
Se dedicó en la primera mitad de los años 1990 a la actividad gremial, ante la puesta vigencia del nuevo Código General del Proceso.
Adhirió en 1992 a la lista 36, encabezada por Ángel Alegre, y militó en dos sectores del partido Nacional: Propuesta Nacional y Manos a la Obra. En 1994 fue candidato a diputado por esa lista pero no accedió a la banca por un margen mínimo.
Entre 1996 y 1997 fue presidente de la Junta Departamental de Treinta y Tres y entre 1997 y 2000 fue edil departamental.
Fue uno de los fundadores de la lista 8, en 1998, y para las elecciones presidenciales de 1999 fue candidato a diputado por dicha lista, alineada con Juan Andrés Ramírez y Jorge Larrañaga.
En 2000 ocupó el cargo de director general de Servicios, en la intendencia departamental de Treinta y Tres.
Fue elegido diputado suplente en las elecciones presidenciales de 2004, en una alianza de sectores nacionalistas que obtuvo 6721 votos.
En 2005 ocupó en forma interina el cargo de intendente departamental de Treinta y Tres. De 2005 a 2007 fue edil nuevamente y entre 2007 y 2009 ejerció como diputado por su departamento. En 2009 volvió a candidatearse a diputado por la lista 8 y obtuvo 10.197 votos.
En las elecciones departamentales y municipales de 2010 fue elegido intendente departamental de Treinta y Tres. Fue reelecto en las elecciones departamentales y municipales de 2015.